# Ivana Kuglerová
Ivana Kuglerová (* 21. září 1978) je česká spisovatelka fantasy. Dětství prožila v SSSR.

## Dílo
- série: Conan
  - Conan a Páni severu, 2001
  - Conan v bludišti zrcadel, 2001

- série: Mark Stone – Kapitán Služby pro dohled nad primitivními planetami
  - Šarlatové pláště, 2002

### Samostatné
- Klášter slasti, 2003
- Kostky jsou vrženy, 2005
- Oči opilých barakud, 2001
- Stezky krve, 2001